# Château Tramontano
Le château Tramontano est situé sur une colline appelée Lapillo, surplombant la vieille ville de Matera, dans la province de la Basilicate en Italie.
De style aragonais, le château possède une tour centrale et deux tours latérales rondes. Il a été construit à partir de 1501 par le comte Gian Carlo Tramontano, seigneur de Matera.
Le comte fut bientôt détesté par les habitants avec le poids de lourds impôts. Il décida alors de la construction du château, qui était situé sur une colline surplombant la ville, hors de la ville, afin d'exercer un contrôle féodal sur les terres environnantes, plutôt que de défendre la ville elle-même. Il semble que le plan d'origine devait inclure d'autres tours. 25 000 ducats ont été consacrés à la construction.
C'est ainsi que certains citoyens, fatigués du harcèlement continuel se sont réunis, cachés derrière un rocher, qui s'appelait alors u pizzon' du mal consigghj (ce qui signifie la pierre de mauvais conseil), et ont organisé l'assassinat. Le 29 décembre 1514, le comte, tout juste sorti de la cathédrale, a été tué dans la rue, le château est ainsi resté inachevé.
Il est en cours de restauration, ainsi que le parc qui l'entoure.

## Source
- (it) Cet article est partiellement ou en totalité issu de l’article de Wikipédia en italien intitulé « Castello Tramontano » (voir la liste des auteurs).